# لمياء بدن
لمياء بدن  ممثلة عراقية، تنتمي لعائلة من الديانة الصابئية لكنها أسلمت سنة 1984.

## مشوارها المهني
هي شقيقة الممثلة زهرة بدن، بداياتها كانت من خلال المدارس ومراكز الشباب، دخلت معهد الفنون الجميلة بغداد عام 1984 وعملت مع العديد من الكتاب والمخرجين والبداية كانت مع المخرج حيدر منعثر في مسرحية مقام إبراهيم وصفية بعدها ثم انتقلت لأكاديمية الفنون الجميلة توالت الأعمال في التلفزيون والمسرح تنوعت ما بين الكوميديا التراجيديا والدراما واخر عمل مسرحي لها كان مسرحية عربانة مع المخرج عماد محمد والفنان عزيز خيون غابت بعدها عن الساحة الفنية بسبب مرضها

## أعمالها

### في المسرح
| سنة الإنتاج | المسرحية           | الشخصية   |
| ----------- | ------------------ | --------- |
| 1984        | مقام إبراهيم وصفية |           |
| 1993        | مغامرات            |           |
|             | سور الصين          |           |
|             | سن العقل           |           |
|             | كش ملك             |           |
|             | العابرون           |           |
|             | المتنبي            |           |
| 2002        | مواويل باب الآغا   | أبو زلزال |
| 2013        | عربانة             |           |
| 2024        | لوين رايحين        |           |

### في التلفزيون
| سنة الإنتاج | اسم المسلسل                      | الشخصية |
| ----------- | -------------------------------- | ------- |
| 1995        | أوتار ودموع                      |         |
| 1995        | المسلسل التعليمي اللغة العربية   |         |
| 1996        | ليل الشتا                        |         |
| 1996        | أوائل العرب                      |         |
| 1998        | حكايات للرياحين                  |         |
| 1999        | الطرائف الغريبة والنوادر العجيبة |         |
| 2000        | مناوي باشا                       |         |
| 2002        | ظرفاء ولكن                       |         |
| 2009        | الدهانة                          |         |
| 2009        | جريش ومريش                       |         |
| 2014        | فدعة                             |         |
| 2023        | الخوات                           |         |
| 2024        | خيط حرير                         |         |

## تكريمات
- العراق: تكريم في الملتقى الإذاعي والتلفزيوني 2018[3]